# 基姆湖畔普林
基姆湖畔普林是德国巴伐利亚州的一个市镇。总面积20.70平方公里，总人口10417人，其中男性4845人，女性5572人（2011年12月31日），人口密度503人/平方公里。

## 交通

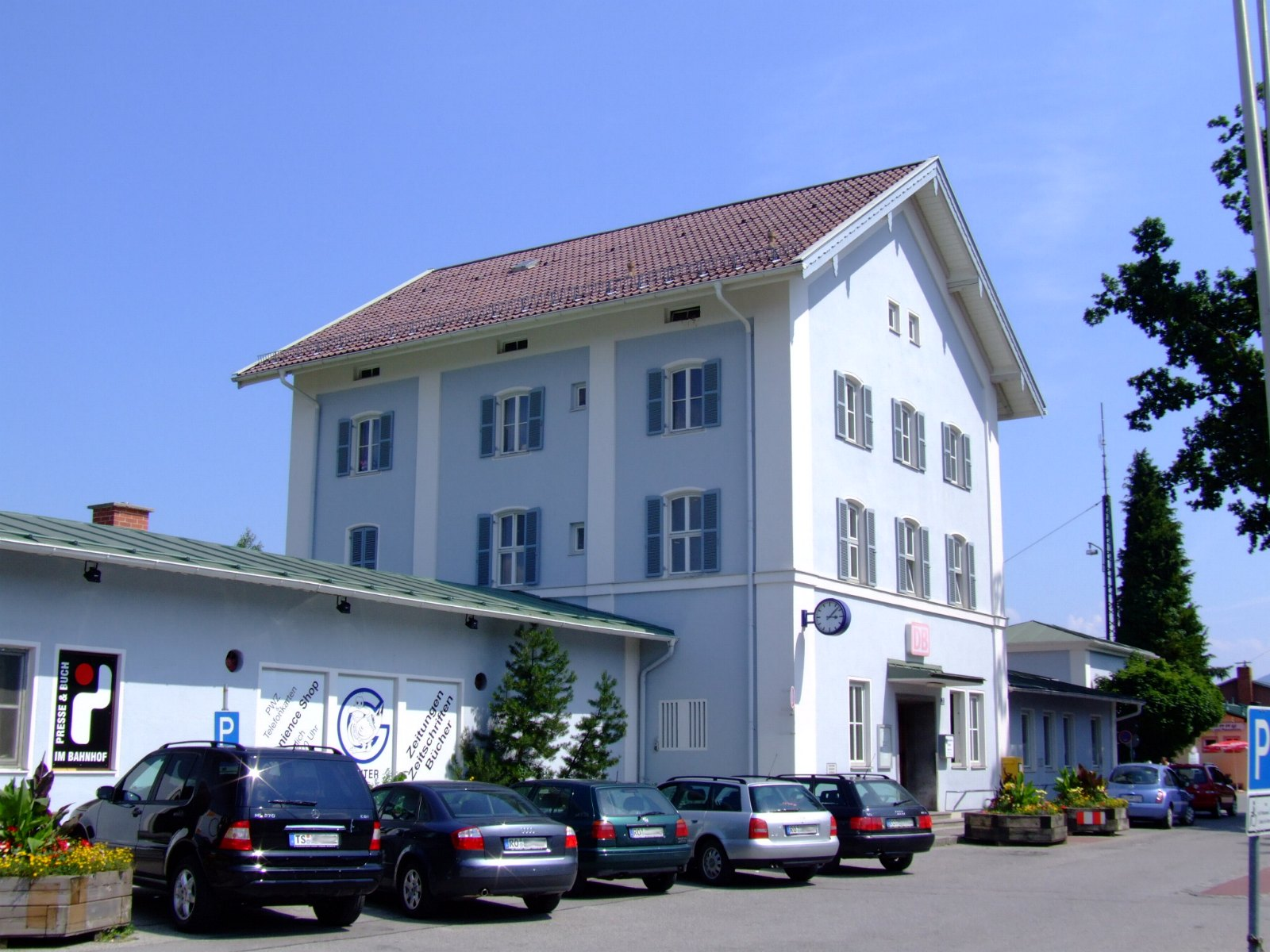
普林車站

普林位於慕尼黑和薩爾茲堡之間的主要鐵路路線上。兩條支線從普林站出發。基姆高鐵路是一條通往位於阿爾卑斯山山腳的基姆高的阿紹10公里長的鐵路路線，由柴聯車運行。基姆湖鐵路是一條2公里長的不定期運行的觀光窄軌蒸氣鐵道，連結了普林站和基姆湖畔的普林碼頭。由該碼頭可搭船前往湖中的紳士島，由路德維希二世所建造的王宮，海倫基姆湖宮位於該島上。

## 友好城市
- 法國 格罗耶

## 著名居民
- 馬克西米利安·歷古 （生於1982年）— 德國甲級足球聯賽足球員